# Ringwood (Engeland)
Ringwood is een civil parish in het bestuurlijke gebied New Forest, in het Engelse graafschap Hampshire met 14.181 inwoners.